# Im Nebel (Janáček)

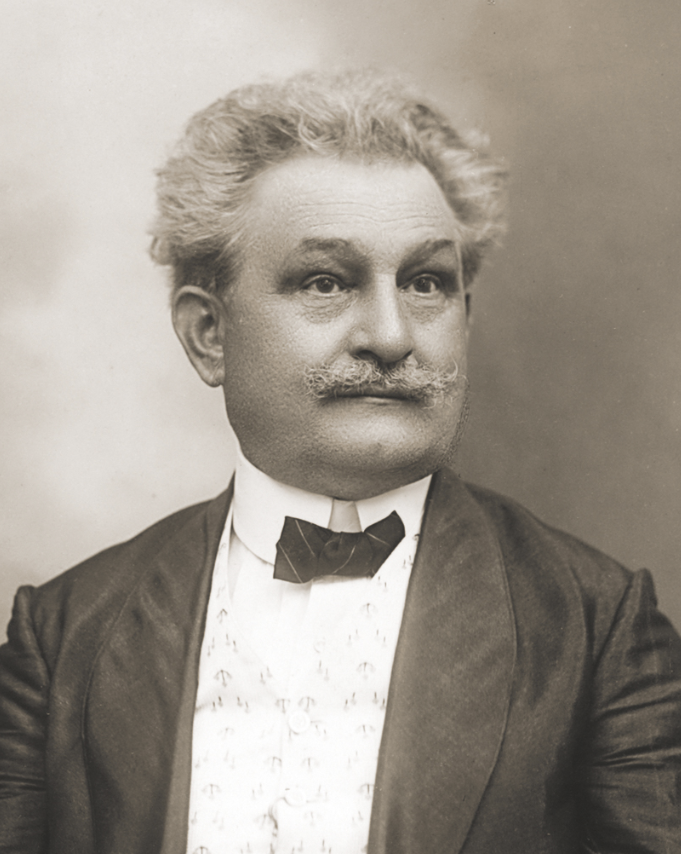
Leoš Janáček im Jahr 1914

Im Nebel (tschechisch V mlhách ‚In den Nebeln‘) ist ein vierteiliger Klavierzyklus des tschechischen Komponisten Leoš Janáček (1854–1928). Er entstand im Frühling 1912 und ist das letzte größere Klavierwerk, das Janáček schuf. Der 15-minütige Zyklus wurde am 7. Dezember 1913 in der mährischen Stadt Kremsier uraufgeführt, und danach nochmals am 24. Januar 1914 in Brünn und am 7. März in Olmütz, jeweils durch die Pianistin Marie Dvořáková. Im Dezember 1922 überarbeitete der Pianist Václav Štěpán das Werk in Abstimmung mit Janáček, wobei sich die Änderungen im Wesentlichen auf Vortragsanweisungen und Pedalangaben beschränken, nur im IV. Teil wurden einige absteigende rasche Läufe auf Janáčeks Wunsche geändert. Diese Ausgabe erschien 1924 im Druck.
Zeitlich fand die Entstehung einige Jahre nach dem Tod von Janáčeks Tochter Olga und der Ablehnung seiner Opern von den Prager Opernhäusern statt.

## Werkbeschreibung
1. Andante (Des-Dur)
2. Molto Adagio (Des-Dur)
3. Andantino (Ges-Dur)
4. Presto (Des-Dur)

## Notenausgaben
- Composizioni per pianoforte [Musikdruck] : Pianoforte solo. Edizione secondo il complesso critico. Praha : Supraphon; [Kassel u. a.] : [Bärenreiter-Verlag, Vertrieb], 1989.
- Ludvík Kundera: Janáček, Leoš: V mlhách. Urtext. Praha: Editio Bärenreiter Supraphon Praha, 1993. H 6070/5
- Jiří Zahrádka: Janáček, Leoš: V mlhách. Urtext. Praha: Editio Bärenreiter Praha, 2005. BA 9500
- V mlhách : pro klavír = In the mists = Im Nebel / Janáček. K vydání prǐpravili: Ludvík Kundera ; Jarmil Burghauser. Prstoklady vypracoval: Radoslav Kvapil. Bärenreiter, Kassel 2005, ISMN 979-0-006-53047-2 (Suche im DNB-Portal).
- Leos̆ Janác̆ek: Im Nebel = In the mists.  Henle, München 2016, ISMN 979-0-2018-1247-2 (Suche im DNB-Portal) (Vorschau).